# Emboloecia erubescens
Emboloecia erubescens är en fjärilsart som beskrevs av Bird 1911. Emboloecia erubescens ingår i släktet Emboloecia och familjen nattflyn. Inga underarter finns listade i Catalogue of Life.